# Eryk I Zawsze Dobry
Eryk I Zawsze Dobry, duń. Erik Ejegod, (zm. 10 lipca 1103 w Pafos) – król Danii 1095–1103, pochodzący z dynastii Estridsenów.
Był synem króla Danii Swena II Estridsena.
Eryk objął rządy w 1095 roku po śmierci swojego brata Olafa I.
Z małżeństwa z Bodil miał syna Kanuta Lawarda. Oprócz niego miał nieślubnych synów Haralda Włócznię (Harald Kesja) i Eryka II (Erik Emune). Zmarł na Cyprze w 1103 roku w drodze do Ziemi Świętej.